# Lisbon Maru

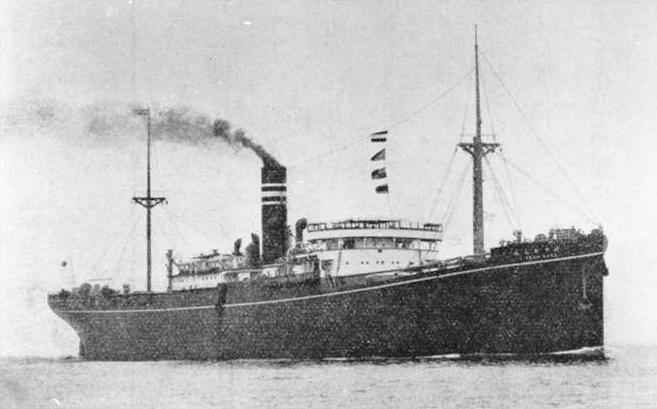
Lisbon Maru

Lisbon Maru  (яп. りすぼん丸) — японский грузовой лайнер, построенный в Иокогаме в 1920 году. Во время Второй мировой войны корабль был реквизирован японской армией и превращен в вооружённый транспорт для перевозки войск. Во время своего последнего рейса судно  использовалось для перевозки военнопленных между Гонконгом и Японией, когда оно было торпедировано американской подводной лодкой USS Grouper 1 октября 1942 года. Более 800 британских военнопленных погибли во время крушения судна: они либо утонули, либо были застрелены японскими солдатами при попытке спастись с тонущего корабля. Около 380 человек были спасены находившимися неподалеку китайскими рыбаками, но вскоре были вновь захвачены японцами. Оставшиеся 640 военнопленных были спасены из воды находившимися поблизости японскими военными судами и взяты обратно в плен.  